# Ndop
Ndop ist eine Kleinstadt in Kamerun in der Region Nord-Ouest. Sie ist hat 25.740 Einwohner (2005) und ist Hauptort des Départements Ngo-Ketunjia.

## Geografie
Ndop liegt im Kameruner Grasland, etwa 10 Kilometer nordwestlich des Bamendjing-Sees.

## Verkehr
Ndop liegt an der Fernstraße N11.

## Bevölkerung
Die Bevölkerungsentwicklung der Stadt:
| Jahr          | Einwohner |
| ------------- | --------- |
| 1976 (Zensus) | 4.916     |
| 1987 (Zensus) | 14.143    |
| 2005 (Zensus) | 25.740    |